# Giusto Sustermans

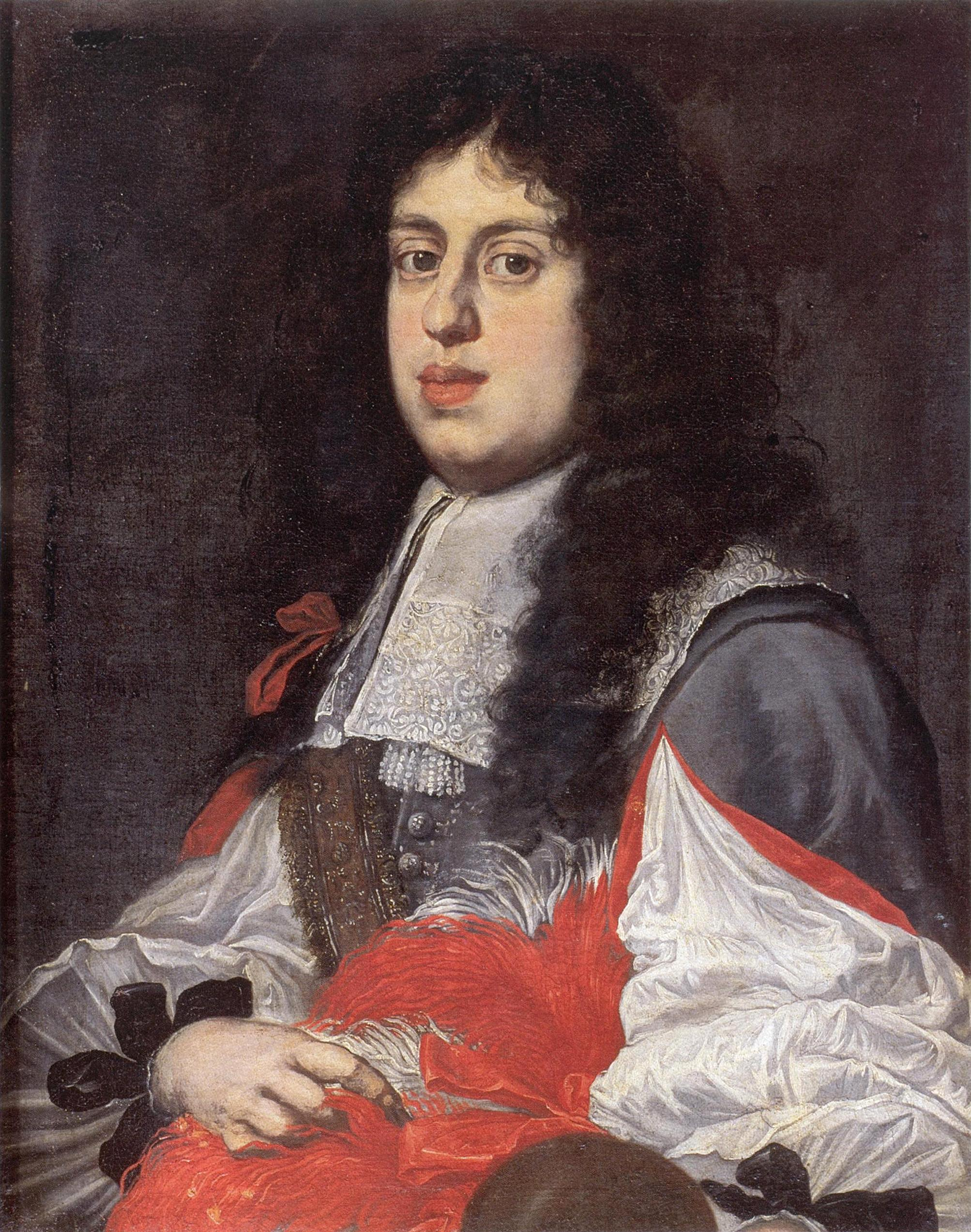
Portrait de Cosme III de Médicis (1660)

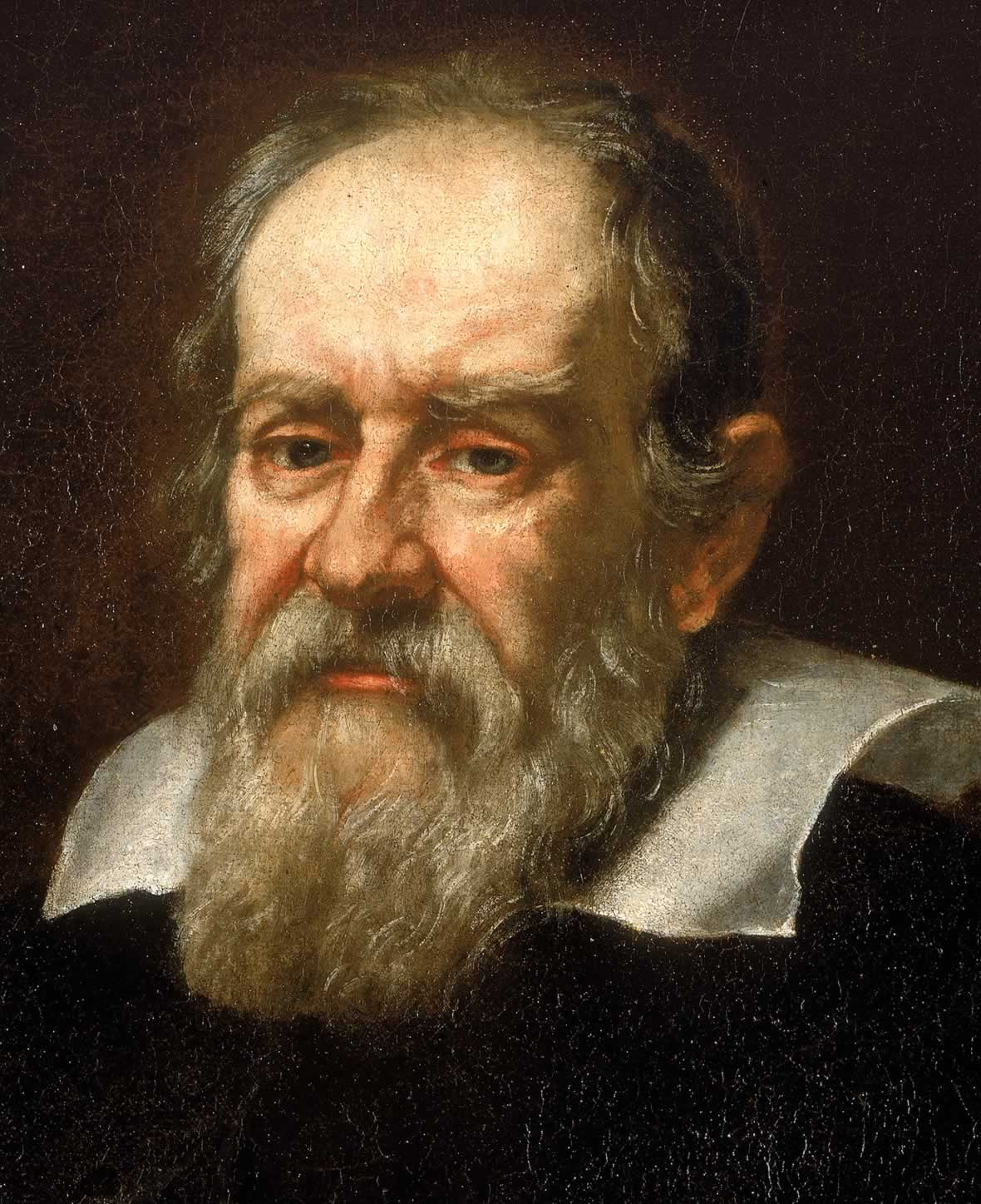
Portrait de Galileo Galilei (1636)

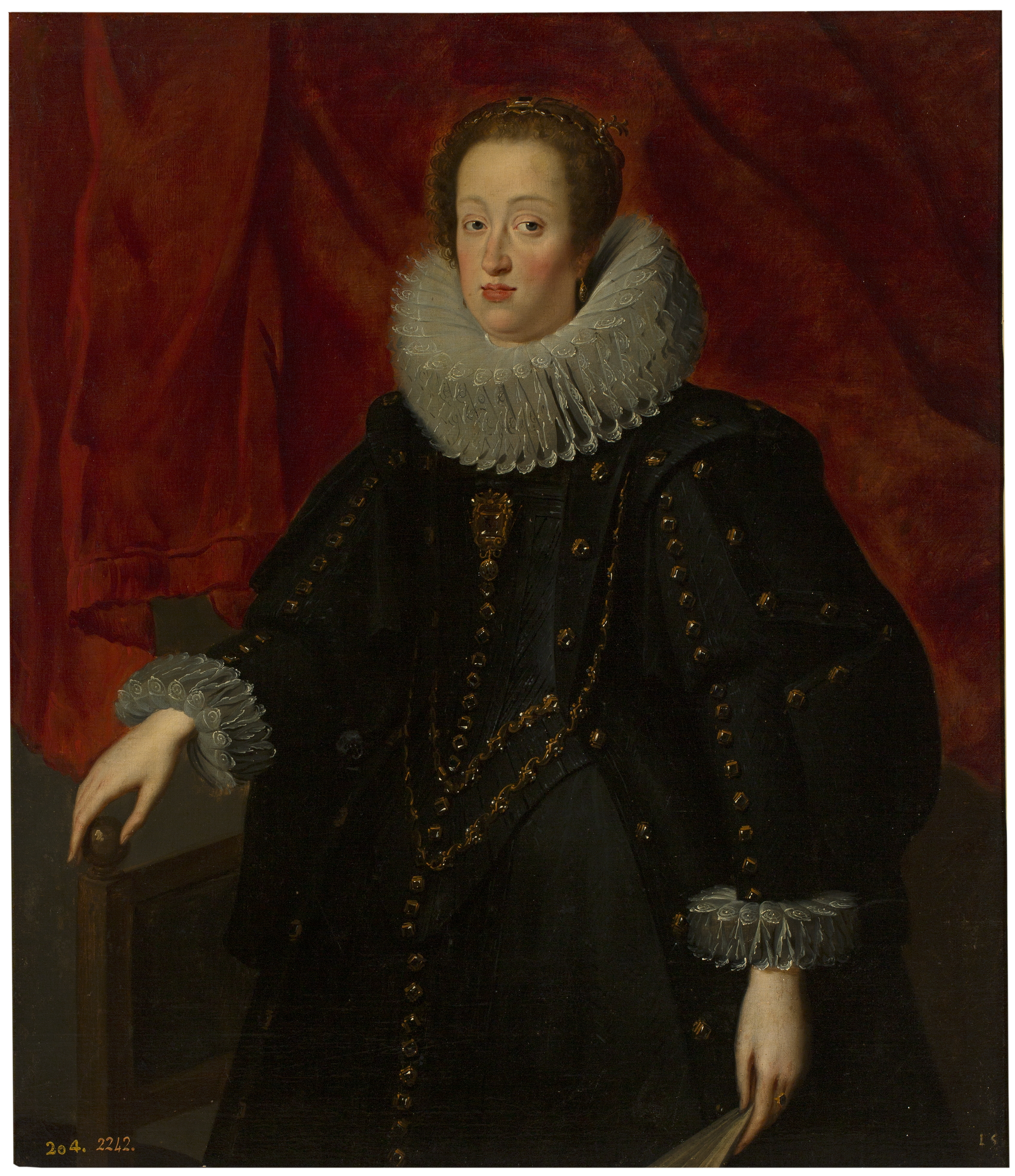
Leonor de Mantua, 1631

Giusto Sustermans ou Justus ou Juste ou Joost suivant les langues (Anvers, 1597 - Florence, 1681) est un peintre baroque flamand. Il est l'oncle du peintre flamand Jan Van Gelder (1621-1685).

## Biographie
Il a d'abord étudié à Anvers auprès de Willem de Vos, un neveu du peintre Maarten de Vos, et est devenu son assistant en 1609.
Il a ensuite passé trois ans et demi à Paris, où il a étudié et collaboré avec Frans Pourbus le Jeune.
Il se joignit à un groupe de tapissiers parisiens, convoqués à Florence par Cosme II de Médicis pour la Tapisserie médicéenne et fit un bref séjour à la cour de Gonzague 1621. Il s'est établi ensuite dans le grand-duché toscan et a commencé une activité de portraitiste au service des Médicis et de l'aristocratie florentine. 
En 1623, à la demande de Marie-Madeleine d'Autriche, il partit à Vienne à la cour de Ferdinand II. Il y a laissé des portraits de l'empereur et de sa femme Éléonore Gonzague.
Rentré à Florence en 1625, il exécuta Le Serment du sénat florentin à Ferdinand II de Médicis, et l'année suivante les portraits des fils de Cosme.
Un séjour à Rome en 1627, le mit en contact avec les peintres romains contemporains et avec les œuvres du XVIe et du début du  XVIIe siècle, présentes dans les collections patriciennes. Il put étudier les portraits du Guerchin, du Français Pierre Mignard et ceux de l'Espagnol Vélasquez. À cela s'ajouta sa connaissance des peintures vénitiennes, du Titien et d'autres artistes, arrivées à Florence en 1631 avec l'héritage Della Rovere. C'est particulièrement sensible dans La Dame aux perles au musée d'Odessa.
Les années qui suivirent, caractérisées par des séjours à Parme et à Plaisance en 1639, à Rome en 1645, à Modène en 1649 et à Gênes, où il put admirer les portraits laissés par Van Dyck, contribuèrent à consolider sa formation de portraitiste.
Son petit-fils Giovanni Vangheldri (actif 1651-1675) devint un portraitiste de premier plan pour les Ducs de Modène et les Comtes de Novellara.

### La Famille Médicis

Marie-Madeleine d'Autriche
avec son fils, Ferdinand
1622, Bruxelles

En 1620, à Florence il fut peintre de cour auprès de Cosme II de Médicis, Grand Duc de Toscane, et resta attaché à la Maison des Médicis après sa mort. Ses portraits représentent trois générations de cette famille.
On pense que le premier travail qu'il accomplit pour les Médicis fut le portrait de la veuve de Cosme, Marie-Madeleine, en 1622. Il est conservé dans la collection du Musée Old Masters à Bruxelles.
L'année suivante, Sustermans acheva le double portrait de Marie-Madeleine d'Autriche, épouse du grand-duc Cosme II de Médicis et sœur de l'empereur Ferdinand, avec son fils, Ferdinand. Ce tableau montre Marie-Madeleine au centre, la main droite à côté de la couronne de Cosme II et sa main gauche reposant sur l'épaule de son jeune fils. La couronne du Grand-Duc inclut symboliquement Cosme II dans le portrait, et présente Marie-Madeleine comme le lien entre Ferdinand et le Duché de Toscane. Ferdinand aurait eu treize ans au moment de l'achèvement de la peinture, mais semble avoir environ 4 ou 5 ans dans le portrait. De plus, sa mère a l'air beaucoup plus jeune dans ce portrait que dans un portrait que Sustermans a fait d'elle en 1622. Sustermans était connu pour peindre des enfants avec précision, il est donc peu probable que l'artiste ne savait pas comment faire ressembler Ferdinand à son âge. Depuis que le portrait a été livré avec un portrait posthume du père de Ferdinand, Cosme II, il est tout à fait possible que ce tableau soit tourné vers le passé, tout comme Le portrait posthume de Cosme II.

## Œuvres
Une œuvre considérable qui s’étend sur plus de soixante ans dans laquelle il représentera des portraits, mais aussi des sujets d'inspiration historique ou religieux :

### Portraits
Toute la société florentine, princes, serviteurs, ecclésiastiques, militaires, savants, membres des plus grandes familles italiennes : Barberini, Colonna, Corsini, d'Este, Farnèse, Pamphili. Aucune de ses œuvres n'étant signée, elles sont ou attribuées, ou de son atelier (certaines repérées sont peintes d'après certains de ses tableaux). Des portraits de membres de la Maison de Merode-Houffalize signés existent encore en Belgique.

#### À Florence
À la Galerie Palatine située au Palais Pitti et à la Galerie des Offices :
- 2 Portraits de Galilée, très connus et utilisés dans tous les ouvrages sur le scientifique, conservés au palais Pitti
- Portrait du Prince Waldemar-Christian de Danemark, (~1638), Palais Pitti
- Portrait de Cosme III de Médicis, galerie Palatine
- Portrait de Ferdinand II de Habsbourg,
- Portrait de Vincenzo II Gonzaga de Mantoue,
- Portrait d'Éleonore de Gonzaga de Mantoue,
- Portrait du Jésuite Pandolfo Ricasoli, Palais Pitti
- Vittoria della Rovere sous les traits de sainte Marguerite, Uffizi

À la Villa médicéenne La Petraia, au Salotto rosso, le Portrait de Henry et Charles Beaubrun,

#### Dans le monde
D'autres musées dans le monde possèdent ses œuvres :
- Musée de la Chartreuse de Douai : Portrait de Cosme III de Médicis (école)
- Musée du Louvre de Paris :
  - Étude pour le portrait d'un jeune général, dessin au département des arts graphiques
  - Portrait de jeune femme de trois quarts à gauche, dessin
  - Portrait de Ferdinand II de Médicis, tableau
- Musée des Beaux-Arts de Chambéry :
  - Portrait de jeune fille, tableau
  - Portrait du Prince de Joinville
  - Portrait d'homme, tableau
  - Portrait de femme, tableau
  - Portrait de Vittoria della Rovere (atelier)
  - Portrait de Vittoria della Rovere (d'après)
  - Portrait du marquis Geri della Rena (d'après)
- Musée des beaux-arts de Quimper
  - Portrait d'Henriette d'Angleterre, tableau
  - Portrait d'un jeune espagnol, tableau
- Musée des beaux-arts de Rouen
- Biblioteca Museu Víctor Balaguer
  - La famille de Darius devant Alexandre, tableau
  - Leonor de Mantua, tableau

### Sujets historiques
- L'Hommage du sénat florentin à Ferdinand II (1621), les Offices
- Catherine Cornaro offrant l'île de Chypre à la république de Venise

### Sujets religieux
- Madeleine pénitente, musée des Offices
- La Sainte Famille, Palais Pitti
- Vierge, Enfant et ange en adoration (Florence, galerie Corsini)